# Poisson (Saône-et-Loire)
Poisson é uma comuna francesa na região administrativa de Borgonha-Franco-Condado, no departamento de Saône-et-Loire. Estende-se por uma área de 35,48 km². Em 2010 a comuna tinha 591 habitantes (densidade: 16,7 hab./km²).